# عملية السلام الكردية التركية
عملية السلام الكردية التركية (بالإنجليزية: Solution process)‏ المعروفة أيضا في وسائل الإعلام التركية و الكردية بجهود السلام. هي جهود سلام جارية تهدف إلى حل الصراع الكردي التركي المستمر منذ 1984 و والذي أسفر عن بعض مقتل 100,000 شخص والتسبب في خسائر اقتصادية في تركيا . وعلى الرغم من توقف الصراع ما بين عام 1999 و2004 إلا أنّ الطرفين لم يتوصلوا إلى اتفاق تفاهم يوقف الصراع.